# Jan Bavor (biskup Litomyšla)
Jan Bavor (zm. 1474–1478) – ostatni biskup Litomyšla w 1474.

## Życiorys
Jan był opatem klasztoru premonstratensów w Louce. 10 lutego 1474 kanonicy kapituły w Litomyšlu rezydujący w Svitavach wybrali go na biskupa Litomyšla. 16 listopada 1474 uzyskał papieskie zatwierdzenie. 11 grudnia 1474 przyjął w Rzymie święcenia biskupie. Jest to ostatnia wzmianka o Janie Bavorze. Zmarł zapewne niedługo później. W 1478 administratorem biskupstwa w Litomyšlu był Eliasz Czech wcześniej zakonnik klasztoru premonstratensów w Tepli.